# Unleashed in the East
Unleashed in the East er det første livealbum af det britiske heavy metal-band Judas Priest, som blev indspillet til deres optræden i Tokyo, Japan gennem deres Hell Bent for Leather turné i 1979. De udgav albummet samme år i oktober. 
Dette var deres første album med produceren Tom Allom, som kom til at producere alle deres efterfølgende albums til og med Ram It Down fra 1988.

## Rygter om albummet
Der har gennem årerne været en del rygter om Unleashed in the East var et ægte livealbum, da det er påstået at det meste, hvis ikke det hele, af Rob Halfords vokal var indspillet i studiet sammen med guitarspor af Glenn Tipton og K.K. Downing. Faktisk siger et rygte at hele albummet blev indspillet i studiet, og ved hjælp af lydeffekter havde man imiteret et publikum. Glenn Tipton har dog afvist disse påstande, men indrømmede at noget af Rob Halfords vokal var blevet hævet i studiet, da han under optrædenden havde influenza, og nogle få guitarpassager også var blevet indspillet i studiet. Der gik også et rygte om at albumsomslaget var et foto taget fra en optræden i Queensway Hall, Dunstable, England og ikke den fra Tokyo i Japan. 

## Genudgivelse
Unleashed in the East blev genudgivet som cd i 2001 med fire bonusspor som var "Rock Forever," "Delivering the Goods," "Hell Bent for Leather" og "Starbreaker." Tre af sporerne kom fra deres forrige album Killing Machine. Disse spor var dog allerede før genudgivelsen med på en sjælden japansk udgave af albummet ved navn Priest In The East, og var blevet indspillet på samme tid som de andre ni originale numre. To andre sange var også indspillet til den samme koncert, men var kun mulige som B-sides på forskellige singler: "Evil Fantasies" var med på "Living After Midnight" sammen med "Delivering the Goods." Sporerne "Beyond The Realms of Death," "Rock Forever" og "Hell Bent for Leather" blev trykt sammen på en speciel live ep, der i begyndelsen fulgte med på den britiske udgivelse af "Unleashed In The East." Der er også en britisk kassette fra 1979 med tolv sange: "Delivering the Goods", "Hell Bent for Leather" og "Beyond the Realms of Death" samt de originale ni spor.

## Spor
Alle sangene er skrevet af Rob Halford, K.K. Downing og Glenn Tipton medmidre andet står noteret.
1. "Exciter" (Halford, Tipton) – 5:38
2. "Running Wild" (Tipton) – 2:53
3. "Sinner" (Halford, Tipton) – 7:31
4. "The Ripper" (Tipton) – 2:44
5. "The Green Manalishi (With The Two Pronged Crown)" (Peter Green) – 3:16
6. "Diamonds & Rust" (Joan Baez) – 3:30
7. "Victim of Changes" (Al Atkins, Halford, Downing, Tipton) – 7:12
8. "Genocide" – 7:19
9. "Tyrant" (Halford, Tipton) – 4:32

### Japanske version/ Bonusspor på genudgivelsen fra 2001
1. "Rock Forever" – 3:27
2. "Delivering the Goods" – 4:07
3. "Hell Bent for Leather" (Tipton) – 2:40
4. "Starbreaker" – 6:00

## Musikere
- Rob Halford – Vokal
- K.K. Downing – Guitar
- Glenn Tipton – Guitar
- Ian Hill – Bas
- Les Binks – Trommer